# Un garibaldino al convento
Un garibaldino al convento is een Italiaanse filmkomedie uit 1942 onder regie van Vittorio De Sica.

## Verhaal
Mariella en Caterinetta zijn twee meisjes in een kostschool die voortdurend met elkaar ruziën. Op een dag raken de soldaten van Garibaldi slaags met de politie. Een van de soldaten raakt gewond en zoekt onderdak in de tuin van het pensionaat. Caterinetta, die stiekem verliefd is op de soldaat, vraagt Mariella om hem te verzorgen, terwijl zij een verpleger gaat halen. Na haar terugkeer sluiten de twee meisjes vriendschap.

## Rolverdeling
| Acteur                 | Personage            |
| ---------------------- | -------------------- |
| Leonardo Cortese       | Graaf Franco Amidei  |
| María Mercader         | Mariella Dominiani   |
| Carla Del Poggio       | Caterinetta Bellelli |
| Fausto Guerzoni        | Tiepolo              |
| Elvira Betrone         | Moeder-overste       |
| Clara Auteri Pepe      | Geltrude Corbetti    |
| Dina Romano            | Zuster Ignazia       |
| Olga Vittoria Gentilli | Markiezin Dominiani  |
| Federico Collino       | Giacinto Bellelli    |
| Armando Migliari       | Raimondo Bellelli    |
| Lamberto Picasso       | Giovanni Bellelli    |
| Vittorio De Sica       | Nino Bixio           |